# Konvektion (Ozeanographie)
Ozeanische Konvektion meint den vertikalen Austausch von Wassermassen aufgrund von Mechanismen, die auf Unterschiede in der Dichte des Wassers zurückzuführen sind. Dichteänderungen entstehen durch Wärmeverlust (Abkühlung) oder Salzgehaltserhöhung (durch Verdunstung oder Meereisbildung). Der Prozess führt dazu, dass kaltes und/oder salzreiches Wasser absinkt, während wärmeres oder weniger salziges Wasser aufsteigt. Konvektion im Ozean ist ein wesentlicher Prozess, der die Umwandlung von Wassermassen, den Wärmeaustausch, den CO2-Austausch und den Nährstofftransport reguliert. Sie spielt eine entscheidende Rolle für die Dynamik der Ozeane und den Klimawandel.

## Entstehung ozeanischer Konvektion
Ozeanische Konvektion entsteht, wenn die Schichtung der Wassersäule instabil wird – d. h. dichteres Wasser über weniger dichtem Wasser liegt. Ist die Schichtung stabil, bleibt vertikale Bewegung unterdrückt. Sowohl die Abkühlung der Atmosphäre als auch die Salzgehaltserhöhung durch Verdunstung oder Meereisbildung führen dazu, dass sich das Oberflächenwasser verdichtet und als turbulente Konvektionsfahnen absinkt.
- Abkühlung der Meeresoberfläche (thermische Konvektion): In hohen Breiten kühlen kalte Luftmassen das Oberflächenwasser stark ab, insbesondere im Winter. Das führt zur Destabilisierung der Wassersäule,[2] und Wasser kann absinken, sobald es dichter als das darunterliegende Wasser ist.

- Erhöhung des Salzgehalts (haline Konvektion): Prozesse wie Verdunstung oder Meereisbildung führen zu einem Anstieg des Salzgehalts (Halinität), was die Dichte des Wassers erhöht. Bei der Eisbildung wird Salz aus dem Eis in das verbleibende Wasser gedrückt (Brine Rejection), wodurch dieses schwerer und dichter wird,[3][1] ein Prozess, der sich z. B. in der Irmingersee vollzieht.[4]

- Wind- und Strömungseinfluss: Starke Winde (z. B. Winterstürme) fördern die vertikale Durchmischung.[5]

- Verlust von Wärme und Auftrieb: In kalten Regionen kann die Meeresoberfläche durch langwellige Ausstrahlung sowie sensible und latente Wärmeverluste stark auskühlen. Auch dies fördert Dichtezunahme und Konvektion.[6]

In tropischen und subtropischen Regionen wird die Konvektion hauptsächlich durch nächtliche Abkühlung angetrieben, während in höheren Breiten der Wärmeverlust im Winter entscheidend ist. In Regionen wie dem Nordatlantik kann die Konvektion im Winter große Tiefen erreichen und ist entscheidend für die Belüftung der Ozeane und die Aufnahme von anthropogenem Kohlenstoff (tiefe Konvektion).

## Typen ozeanischer Konvektion
Die wichtigsten Arten der Ozeankonvektion sind:
1. Mixed-Layer-Konvektion (Deckschicht-Konvektion): Durch nächtliche Abkühlung oder Verdunstung wird die Oberflächenschicht dichter und instabil. Konvektive Plumes (vertikale Strömungen) entstehen und durchmischen die obere Wasserschicht. Die Tiefe der Deckschicht variiert je nach Jahreszeit und geografischer Lage (10–100 m im Sommer, bis zu 500 m im Winter). Die Deckschicht-Konvektion reguliert den Wärme-, Süßwasser- und CO₂-Austausch zwischen Ozean und Atmosphäre und beeinflusst die Nährstoffverteilung und biologische Prozesse wie Phytoplanktonblüten.
2. Open-Ocean-Konvektion (Tiefenkonvektion im offenen Ozean): Starke winterliche Abkühlung in hohen Breiten (z. B. im Nordatlantik) führt zu massivem Wärmeverlust. Die oberen Wasserschichten werden so dicht, dass sie bis in Tiefen von mehreren tausend Metern absinken. Der Prozess verläuft in drei Phasen:
1. Preconditioning: Die Voraussetzung ist, dass es am Anfang zu einer Schwächung der Schichtung durch anhaltende Abkühlung kommt.
2. Konvektionsbeginn: Dann durchbrechen turbulente Plumes die Pyknokline (die Dichtesprungschicht).
3. Laterale Ausbreitung: Geostrophische Strömungen und Wirbel verteilen dann das dichte Wasser.[1]

Die Tiefenkonvektion bildet das Nordatlantische Tiefenwasser (NADW), das die globale Umwälzzirkulation (Meridional Overturning Circulation, MOC) antreibt.
3. Polynya-Konvektion (Konvektion in Polynyen): Starke Winde schieben Meereis von der Küste weg, so dass das freiliegende Wasser stark abkühlt – es entstehen küstennahe Polynyen. Die Bildung von Meereis setzt Salz frei („Brine Rejection“), was das Wasser weiter verdichtet. Die Konvektion in Polynyen führt zur Bildung von Dense Shelf Water (DSW), das als antarktisches Bodenwasser (AABW) in die Tiefsee absinkt.
Bei Offshore-Polynyen kommt es zu seltenen, großflächigen Öffnungen im Meereis (z. B. im Weddellmeer), wo warmes Tiefenwasser aufsteigt und die Konvektion verstärkt.
AABW ist ein Schlüsselelement der globalen Umwälzzirkulation. Polynyen beeinflussen die Meereisbildung und den Wärmehaushalt der Antarktis.

## Ablauf der Konvektion
Wenn die Dichte an der Oberfläche einen kritischen Schwellenwert überschreitet, beginnt die Konvektion: Dichte Wassermassen sinken ab (Konvektionsplumes), während im Gegenzug leichteres Wasser aufsteigt. Dies führt zu einer intensiven vertikalen Durchmischung, die mehrere hundert bis Tausende Meter Tiefe erreichen kann. Die Konvektion erfolgt typischerweise in kurzen, intensiven Episoden während der Wintermonate.

## Strukturen der Konvektion: Plumes und Chimneys
Die physikalische Umsetzung ozeanischer Konvektion erfolgt auf unterschiedlichen räumlichen Skalen, wobei zwei charakteristische Strukturen unterschieden werden: sogenannte Plumes (Konvektionsfahnen) und Chimneys (Konvektionskamine).
Plumes sind kleinskalige, vertikal gerichtete Strukturen, in denen dichteres Wasser – meist durch Abkühlung oder Salzaufnahme an der Oberfläche entstanden – wie ein Wasserfall absinkt und dabei Umgebungswasser mit sich reißt (Entrainment). Beim Absinken bilden Plumes rotierende Wirbel (Eddys). Sie haben typische horizontale Ausdehnungen im Bereich von wenigen Metern bis zu mehreren hundert Metern und können mehrere hundert bis über tausend Meter tief reichen. Plumes sind kurzlebig und turbulenzgetrieben. Sie bilden die elementare Einheit der Konvektion, in der der vertikale Wärmetransport sowie der Austausch von gelösten Stoffen wie Sauerstoff erfolgt.
Mehrere Plumes können sich zu größeren, längerlebigen Strukturen zusammenschließen: den Chimneys. Diese großräumigen Konvektionszonen haben typische horizontale Ausdehnungen von 10 bis 50 km und reichen vertikal bis in Tiefen von 1000 bis 2000 m oder mehr. Chimneys entstehen typischerweise in Gebieten mit starker Oberflächenabkühlung, günstiger (zyklonaler) Hintergrundzirkulation und einer vorbereitenden Schichtung (Vorkonditionierung). In Regionen wie der Labradorsee, der Grönlandsee oder dem Weddellmeer sind solche Kamine regelmäßig beobachtet worden. Satellitendaten zeigen Weddell-Polynyas mit 100 km breiten Wirbeln. Die Entstehung eines Chimneys gilt als Schlüsselmechanismus für die Bildung von Tiefenwasser, das anschließend in die globale thermohaline Zirkulation eingespeist wird.
Plumes und Chimneys erzeugen turbulente Dissipation, also Energieverlust durch Reibung, der die Durchmischung beschleunigt. Sekundärwirbel verteilen konvektives Wasser horizontal (Eddy-Transport); das stellt einen Schlüsselprozess für die Tiefenwasserausbreitung dar.

### Rolle der Kontinentalschelfe
Kontinentalschelfe – flache, küstennahe Meeresbereiche – spielen eine zentrale Rolle bei der Vorbereitung und Steuerung ozeanischer Konvektion:
- Bildung dichter Wassermassen: Auf den Schelfen, etwa in der Barentssee oder am Ostsüdpolarmeer, kann durch Kälte und Eisbildung besonders dichtes Wasser entstehen. Dieses sogenannte Shelf Water strömt über den Kontinentalhang in die Tiefsee und trägt zur Tiefenwasserbildung bei.[2]
- Überläufe (Overflows) und Hangströmungen: Der Übergang vom Schelf zur Tiefsee erfolgt oft über steile Kontinentalhänge, an denen das dichte Wasser abfließt – etwa bei der Dänemarkstraße, dem Wyville-Thomson-Rücken oder dem Färöer-Bank-Kanal. Diese Overflow-Wasserströme speisen die globalen Tiefenströmungen maßgeblich.[5]
- Polynyas und Eisbildung: In Schelfregionen bilden sich häufig Polynyas – eisfreie Wasserflächen innerhalb des Meereises –, in denen durch Verdunstung und Eisbildung extreme Wärmeverluste auftreten. Diese Bedingungen begünstigen intensive Konvektion, etwa im Weddellmeer oder vor der Küste Grönlands.[8]
- Stratifikation und Rückkopplung: Die Schelfe beeinflussen auch die vertikale Dichteverteilung im angrenzenden Ozean. Sie modifizieren Wassermassen und können durch Auftrieb oder Süßwassereintrag (z. B. von Gletschern) die Schichtung stabilisieren – oder auch destabilisieren.

### Mixed-Layer-, küstennahe, Open-Ocean- und Polynya-Konvektion im Vergleich

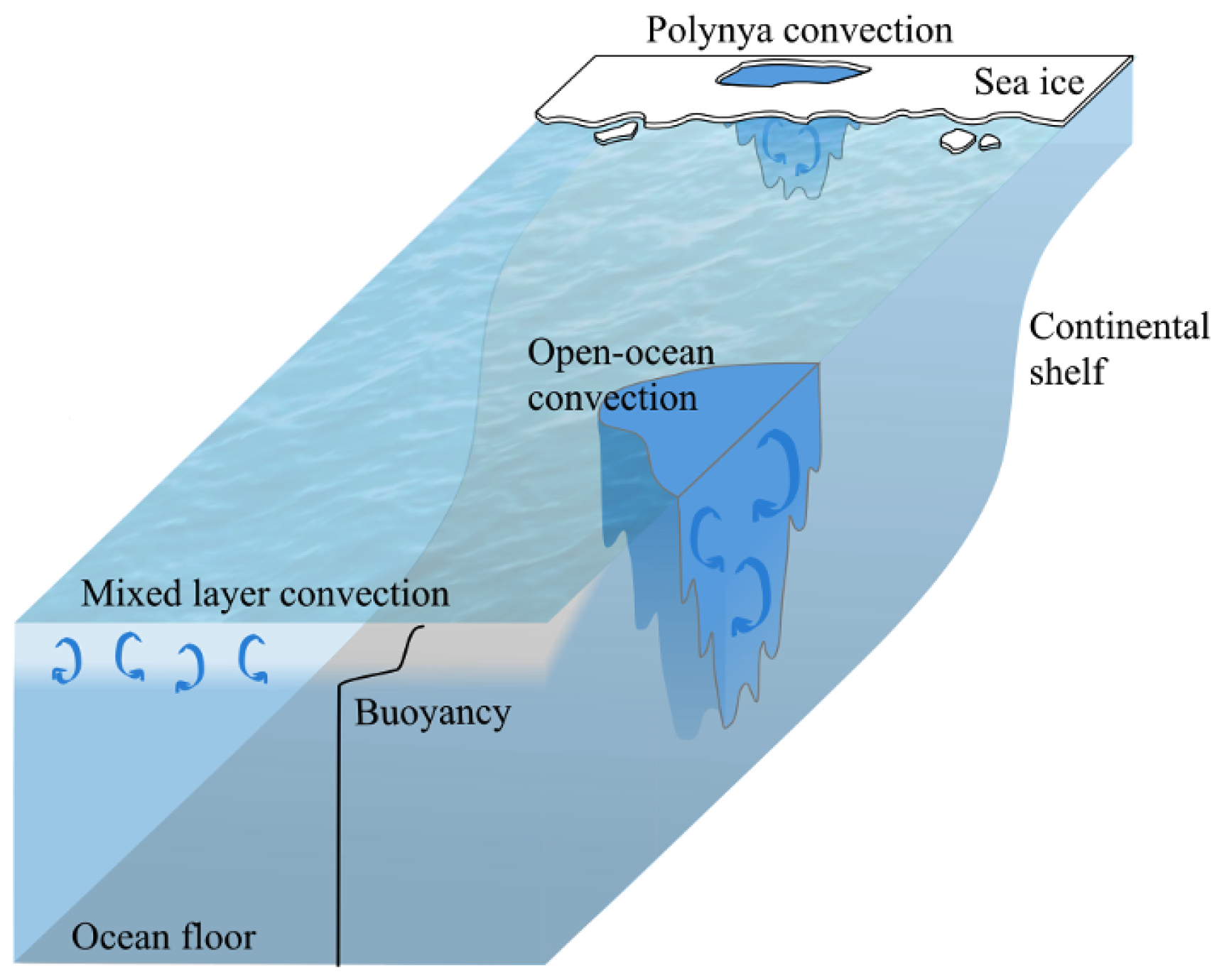
Schematische Darstellung verschiedener Arten der Ozeankonvektion: Mischschichtkonvektion, Offene Ozeankonvektion und Polynjakonvektion

Die ozeanische Konvektion ist ein vielschichtiger Prozess, der in unterschiedlichen räumlichen und zeitlichen Skalen auftritt und jeweils spezifische Auswirkungen auf das Klimasystem hat. Die Haupttypen – Mixed-Layer-Konvektion, küstennahe (Schelf-)-Konvektion, Open-Ocean-Konvektion und Polynya-Konvektion – unterscheiden sich dabei nicht nur in ihrer räumlichen Ausdehnung, sondern auch in ihren physikalischen Mechanismen und klimatologischen Folgen.
Die Mixed-Layer-Konvektion stellt die häufigste und kleinskaligste Form dar. Sie entsteht durch oberflächennahe Prozesse wie nächtliche Abkühlung oder Windscherung und durchmischt typischerweise die obersten 100 bis 500 Meter der Wassersäule. Obwohl dieser Konvektionstyp vergleichsweise kurzlebig ist und selten die darunterliegende Pyknokline erreicht, spielt er eine entscheidende Rolle im täglichen Wärme- und Gasaustausch zwischen Ozean und Atmosphäre. Zudem beeinflusst er die vertikale Verteilung von Nährstoffen und ist damit grundlegend für marine Ökosysteme. In gemäßigten Breiten wie der Nordsee führt die jahreszeitlich schwankende Intensität der Mixed-Layer-Konvektion zu charakteristischen Veränderungen der Oberflächenschicht.
Die küstennahe Konvektion über Kontinentalschelfen tritt typischerweise entlang der Antarktisküste oder in randmeerartigen Regionen auf. Das Gefrieren von Meereis auf Schelfmeeren führt zur Ausfällung von Salzlake (Brine Rejection), wodurch besonders dichtes Wasser entsteht. Dieses gleitet unter dem Einfluss von Schwerkraft, Corioliskraft und Reibung den Kontinentalhang hinab und vermischt sich dabei mit umgebendem Tiefenwasser.
Open-Ocean-Konvektion tritt großräumig auf und geht bis in große Tiefen. Sie wird durch extreme winterliche Abkühlung oder Salzgehaltserhöhung ausgelöst und kann in bestimmten Meeresregionen wie der Labradorsee oder dem Mittelmeer bis zum Meeresboden reichen. Die Konvektion im offenen Ozean wurde erst in den letzten Jahrzehnten intensiv beobachtet, etwa in der Labradorsee, im Mittelmeer und im Weddellmeer. Sie tritt in relativ kleinen, eng begrenzten Regionen (20–50 km) auf, erfordert eine zyklonische Hintergrundzirkulation, die Beteiligung mehrerer Wassermassen, Vorkonditionierung durch Wind und Schichtung sowie Oberflächenantrieb (Abkühlung oder Meereisbildung). Konvektive Durchmischung erfolgt oft sehr plötzlich und intensiv – teils innerhalb weniger Wochen. Dieser Prozess ist von zentraler Bedeutung für die Bildung von Tiefenwasser, etwa des Nordatlantischen Tiefenwassers (NADW), und damit ein Schlüsselantrieb der atlantischen meridionalen Umwälzzirkulation (AMOC). Im Golfe du Lion etwa führen kalte Mistral-Winde regelmäßig zu solchen Konvektionsereignissen, die das gesamte Becken erfassen. Die Labradorsee wiederum zeigt, wie variabel diese Prozesse sein können: Hier hängt die Intensität der winterlichen Konvektion stark von atmosphärischen Bedingungen und dem Süßwassereintrag ab.
Eine besondere Form stellt die Polynya-Konvektion dar, die zwar kleinskaliger auftritt, aber aufgrund ihrer Intensität und der polaren Lage besondere klimatologische Relevanz besitzt. Polynyen – eisfreie Flächen im Packeis – entstehen durch starke Winde oder aufsteigendes warmes Tiefenwasser. Die extreme Wärmeabgabe an die Atmosphäre und der Salzausstoß bei der Meereisbildung (Brine-Rejection) lösen hier lokal begrenzte, aber sehr tiefreichende Konvektion aus. Diese Prozesse sind entscheidend für die Tiefenwasserbildung in polaren Regionen und beeinflussen zugleich die Meereisdynamik. So konnte etwa in der Weddell-Polynya der Antarktis in den Jahren 2016–2017 intensive Konvektion beobachtet werden. Gleichzeitig zeigt der Rückgang der Konvektion in der Grönlandsee, wie sensibel diese Prozesse auf klimatische Veränderungen reagieren: Durch vermehrte Süßwassereinträge aus schmelzendem Meereis hat die Konvektionsaktivität dort in den letzten Jahrzehnten deutlich abgenommen.
Die unterschiedlichen Konvektionstypen verdeutlichen somit die komplexe Rolle des Ozeans im Klimasystem. Während die Mixed-Layer-Konvektion vor allem lokale und kurzfristige Effekte hat, prägen die küstennahe, die Open-Ocean- und die Polynya-Konvektion die globale Ozeanzirkulation und damit auch langfristige Klimaprozesse. Aktuelle Forschungen zeigen zudem, wie sensibel diese Prozesse auf den Klimawandel reagieren – sei es durch veränderte atmosphärische Bedingungen oder modifizierte Süßwasserflüsse. Langzeitbeobachtungen und verbesserte Modelle bleiben daher unverzichtbar, um die künftige Entwicklung dieser Schlüsselprozesse besser abschätzen zu können.

### Regionale Beispiele

#### Labradorsee
Die Labradorsee ist eine der wenigen Regionen im offenen Ozean, in denen regelmäßig tiefe Konvektion beobachtet wird. Besonders kalte Winter führen hier zu einer tiefen Durchmischung der oberen Wassersäule bis in 2000 m Tiefe. Die konvektiven Ereignisse in der Labradorsee liefern einen bedeutenden Beitrag zur Bildung des Nordatlantischen Tiefenwassers (NADW) und wirken sich direkt auf die Stärke der atlantischen meridionalen Umwälzzirkulation (AMOC) aus. Im Winter 2014–2015 wurde eine außergewöhnlich starke Konvektion dokumentiert, ausgelöst durch anhaltende Kältewellen und einen stabilen Wärmeverlust.

#### Weddellmeer
Das Weddellmeer in der Antarktis ist ein weiteres bedeutendes Konvektionsgebiet. Hier entstehen durch intensive Meereisbildung, Kälte und den Einfluss von Polynyas große Mengen von sehr dichtem Wasser, das zur Bildung des Antarktischen Bodenwassers (AABW) beiträgt. Die Konvektion im Weddellmeer ist stark mit atmosphärischen Zirkulationsmustern verbunden und zeigt langfristige Schwankungen, die mit der globalen Erwärmung in Verbindung gebracht werden.

#### Grönlandsee
Auch in der Grönlandsee kommt es regelmäßig zu Konvektionsereignissen, insbesondere nördlich von Island. Neuere Studien zeigen jedoch einen Rückgang der Konvektionstiefe und -häufigkeit in den letzten Jahrzehnten, der mit Veränderungen der Oberflächentemperaturen, Eisverhältnisse und Süßwassereinträge korreliert.

#### Regionale Unterschiede in den Auswirkungen
| Region           | Beobachtete Veränderungen                                                    | Zeitliche Trends                            | Schwere der Auswirkungen |
| ---------------- | ---------------------------------------------------------------------------- | ------------------------------------------- | ------------------------ |
| Grönlandsee      | Rückgang der Konvektionstiefe und -variabilität                              | Deutlicher Rückgang von 2008 bis 2020       | Hoch                     |
| Irmingersee      | Rekordtiefen der Mischschicht im Winter 2014–2015                            | Episodische intensive Ereignisse            | Mäßig bis Hoch           |
| Arktischer Ozean | Entstehung neuer Tiefenkonvektionsgebiete                                    | Prognose: Zunahme bei zukünftiger Erwärmung | Potenziell hoch          |
| Labradorsee      | Konvektionstiefen, bis zu >2000 m                                            | Langzeitbeobachtungen (1990er–2000er Jahre) | Hoch                     |
| Südlicher Ozean  | Variabilität der Tiefenkonvektion im Zusammenhang mit Schichtung und Meereis | Modellbasierte Projektionen                 | Unsicher                 |
| Mittelmeer       | Veränderungen der Konvektionsmuster und -intensität                          | Langzeitbeobachtungen                       | Mäßig                    |

### Wichtige Konvektionsgebiete weltweit
Die wichtigsten Regionen tiefgreifender ozeanischer Konvektion sind relativ selten und meist auf hohe Breiten beschränkt, wo starke Oberflächenabkühlung und/oder Meereisbildung auftreten. Zu den bedeutendsten Konvektionsgebieten gehören:
- Labradorsee (Nordatlantik): Klassisches Beispiel für Offenozeankonvektion; beeinflusst maßgeblich die Bildung des Nordatlantischen Tiefenwassers (NADW) und die atlantische Umwälzzirkulation (AMOC).
- Grönlandsee: Nordatlantische Region mit wiederkehrender Konvektion im Winterhalbjahr, jedoch mit abnehmender Aktivität in den letzten Jahrzehnten.
- Irmingersee: Westlich von Island; in Verbindung mit der Labradorsee Teil des Subpolarwirbels und wichtig für NADW-Vorläuferwasser.
- Weddellmeer (Antarktis): Region intensiver Schelfwasserbildung und Abfluss über den Kontinentalhang; Quelle des Antarktischen Bodenwassers (AABW).
- Rossmeer (Antarktis): Zweites bedeutendes Produktionsgebiet von AABW mit ähnlichen Prozessen wie im Weddellmeer.
- Mittelmeer (z. B. Golf von Lyons, Adria, Ägäis): Regionen intermittierender Offenozeankonvektion; führen zur Bildung von Intermediate Waters.
- Japanisches Meer (Japanbecken): Tiefe Konvektion, besonders im Winter, durch kalte Winde aus Sibirien.
- Nordwestpazifik (Ochotskisches Meer): Konvektion durch Meereisbildung und Kälte; bildet Intermediate Waters für den Nordpazifik.
- Barentssee und Karasee: Bildung dichter Schelfwässer, die zur tiefen Zirkulation des Arktischen Ozeans beitragen.
- Nördliche Baffin Bay und Kanadischer Archipel: Region potenzieller, aber weniger gut dokumentierter Konvektion.

Diese Regionen sind eng mit der Bildung von Wassermassen verbunden, die zentrale Komponenten der thermohalinen Zirkulation darstellen. Ihre Aktivität unterliegt sowohl interannuellen Schwankungen als auch langfristigen klimatischen Trends.

## Aktuelle Forschung und Klimazusammenhänge der ozeanischen Konvektion

### Bedeutung für das Klimasystem
- AMOC-Antrieb: Chimneys in der Labradorsee produzieren Nordatlantisches Tiefenwasser (NADW) – der „Motor“ der globalen Umwälzzirkulation (AMOC).[11]

- Wärmespeicherung: Veränderte Konvektion beeinflusst die Ozeanwärmeaufnahme und damit u. a. europäische Wintertemperaturen.[12]

- Meereis-Rückkopplung: In der Arktis verstärken Chimneys unter Polynyen den Wärmeverlust, was die Eisbildung hemmt (Eis-Albedo-Rückkopplung).[8]

Die Konvektion beeinflusst also das globale Klima, indem sie dichte Wassermassen bildet, die in die globale Zirkulation (Thermohaline Zirkulation bzw. AMOC) eingespeist werden. Durch diese Prozesse werden auch tiefe Wasserschichten mit Sauerstoff und CO₂ versorgt. Eine Störung der Konvektion – etwa durch zunehmenden Schmelzwassereintrag in die Nordatlantikregion – kann zu einer Verlangsamung der globalen Umwälzzirkulation und damit zu weitreichenden klimatischen Veränderungen führen.

### Aktuelle Forschung
Die ozeanische Konvektion steht im Fokus aktueller Klimaforschung, da sie direkt mit Schlüsselprozessen wie der Atlantischen Meridionalen Umwälzzirkulation (AMOC), der Meereisdynamik und der globalen Wärmeverteilung verknüpft ist. Neue Studien zeigen sowohl beunruhigende Trends als auch überraschende Anpassungsmechanismen:

#### Rückgang der Konvektion im subpolaren Nordatlantik
- Labradorsee: Seit den 1990er Jahren beobachten Forscher eine Abschwächung der tiefen Konvektion, verursacht durch vermehrte Süßwassereinträge aus schmelzendem Grönlandeis und arktischem Meereis.[10] Schwächere NADW-Bildung könnte die AMOC langfristig destabilisieren, mit potenziellen Auswirkungen auf europäische Wintertemperaturen.[12]
- Grönlandsee: Die Konvektionstiefe hat sich seit 1980 um ~1.000 m verringert – ein direkter Effekt des schwindenden Meereises und steigender Lufttemperaturen.[8]

#### Paradoxe Entwicklungen in der Arktis
Unter schwindendem Meereis entstehen mehr küstennahe Polynyen, die lokal intensive Konvektion auslösen. Dies könnte die Tiefenwasserbildung in der Arktis kurzfristig sogar verstärken. In der Nansen-Bassin-Polynya (westliche Arktis) zum Beispiel führt winterliche Konvektion zu verstärktem Eisverlust – ein Rückkopplungseffekt, der die Erwärmung beschleunigt.

#### Unerwartete Stabilität im Südlichen Ozean
CMIP6-Modelle zeigen, dass die tiefe Konvektion im Weddellmeer trotz Erwärmung stabil bleibt. Grund ist eine Zunahme salzreicher Wassermassen durch veränderte Windmuster (Verlagerung der Westwinddrift). Dies könnte die antarktische Tiefenwasserbildung und damit die globale Umwälzzirkulation länger stabil halten als erwartet.

#### Verbindung zu Extremwetterereignissen
- Kältere europäische Winter: Schwankungen der Konvektion in der Labradorsee korrelieren mit der Nordatlantischen Oszillation (NAO). Eine schwache Konvektion begünstigt kalte Winter in Europa, da weniger Wärme über den Nordatlantik transportiert wird.[12]

- Hurrikan-Aktivität: Reduzierte Konvektion im subpolaren Atlantik könnte die Wassertemperaturen im tropischen Nordatlantik erhöhen – eine mögliche Triebfeder für intensivere Hurrikans.[13]

#### Offene Forschungsfragen
1. Kipppunkte: Ab welchem Süßwassereintrag kollabiert die Konvektion in der Labradorsee dauerhaft? Modellsimulationen deuten auf ~0,1 Sv zusätzlichen Süßwasserstrom hin.[11]
2. Arktische Amplifikation: Wie verändert schwindendes Meereis die Polynya-Konvektion – und damit den globale halinen Kreislauf?
3. Beobachtungslücken: Um Beobachtungslücken zu schließen, sollen neue autonome Unterwasserfahrzeuge (AUVs) Konvektionsereignisse in Echtzeit messen, etwa im Rahmen des EUREC4A-Ocean-Programms.[1]